# Stasiak
Stasiak:
- Frédéric Stasiak(fr) (* 1966), en lektor i privatret ved Universitetet i Nancy 2
- Ludwik Stasiak(pl), polsk maler, forfatter og redaktør
- Michał Stasiak(pl), en polsk fodboldspiller
- Stan Stasiak(en), en canadisk professionel wrestler og far til Shawn Stasiak
  - Shawn Stasiak, født: Sean Stipich (* 1970), en amerikansk/canadisk fribryder, kiropraktor og professionel wrestler
- Władysław Stasiak (1966 – 2010), en polsk officer og politiker